# Володар Перснів Онлайн
«Володар Перснів Онлайн» (англ. The Lord of the Rings Online, LotRO) — багатокористувацька онлайнова рольова гра, заснована на романі Дж. Р. Р. Толкіна «Володар перснів». Події гри відбуваються у вигаданому світі Середзем'я. Гра спершу розроблялася компанією Turbine, Inc. та була випущена в квітні 2007 року під назвою «Володар Перснів Онлайн: Тіні Ангмара» (англ. The Lord of the Rings Online: Shadows of Angmar). Гравці могли створювати, на вибір, персонажів чотирьох рас та сімох класів, а також подорожувати регіоном Еріадор. У листопаді 2008 року було випущено перше доповнення до гри — «Копальні Морії» (англ. Mines of Moria), що додало у гру підземелля Морії та два нових ігрових класи. За ним вийшло доповнення «Облога Морок-лісу» (англ. Siege of Mirkwood) у грудні 2009 року. У 2010 році гра перейшла до платіжної моделі free-to-play, тепер для доступу до гри не потрібно сплачувати щомісячну підписку.
Впродовж наступних років, у грі чергувалися платні доповнення та безкоштовні оновлення. Так, у вересні 2011 року вийшло доповнення «Загроза Ісенґарду» (англ. Rise of Isengard), де головним антагоністом постав чарівник Саруман, а вже із доповненням «Вершники Рогану» (англ. Riders of Rohan), що вийшло у жовтні 2012 року, гравці потрапляли до королівства людей-конярів, Рогану. У листопаді 2013 року було випущено доповнення «Гельмів Яр» (англ. Helm’s Deep), яке кульмінувало у масштабній битві за Горнбурґ. Врешті-решт, гравці потрапляли до південного королівства нуменорців, Ґондору. Наприкінці 2016 року було оголошено, що права на видання гри перейде від Warner Bros. Interactive Entertainment до Daybreak Game Company, а розробку візьме на себе Standing Stone Games, яка складатиметься з колишніх співробітників Turbine, Inc.. Розробка гри продовжилась, і в 2017 році після тривалої перерви вийшло доповнення «Мордор» (англ. Mordor), яке завершило основну сюжетну лінію. Втім, на цьому гра не завершилася. За сюжетом, гравці тепер допомагають жителям Середзем'я справлятися з численними ворогами, що залишилися у світі після падіння Саурона, зокрема, у доповненнях «Мінас Морґул» (англ. Minas Morgul), випущеному у 2019 році, і «Доля Ґундабаду» (англ. Fate of Gundabad), яке вийшло у 2021 році.

## Особливості гри
- Гра орієнтована на гравців, що віддають перевагу стилю PvE. Аспект PvP представлений добровільними дуелями, які виявляють переможця без будь-яких наслідків, і грою за монстрів.
- Максимальний рівень персонажа — 100.
- Показник здоров'я персонажа, називається бойовим духом. Таким чином, персонажі гравців формально не гинуть в бою, а відступають.

### Сюжет
Дія гри розгортається одночасно з подіями роману, починаючись з моменту відходу Фродо з Ширу. Кожен з регіонів Середзем'я в грі знаходиться в певному сюжетному часі. Наприклад, в Ширі завжди вересень 3018 року Третьої Епохи, в Рівенделл грудень 3018, в Лотлоріен лютий 3019. У міру виходу доповнень сюжетний час гри просувається вперед, після виходу Загрози Ізенґарда, час наближений до початку другої частини книжкової трилогії.
Епічний сюжет являє собою головну лінію проходження гри і проводить гравця по всьому ігровому світу. Під час проходження завдань епосу гравець може зустрітися з головними героями книги і навіть битися плечем до плеча з ними. У процесі виконання квестів епічної лінії світ навколо гравця змінюється, йому відкриваються раніше недоступні області карти, неігрові персонажі змінюють своє місце розташування.
Епічна лінія гри розділена на томи, які виходять разом з платними доповненнями. На даний момент існує три томи: Тіні Ангмара, в яких гравцеві доведеться битися з лже-королем Ангмара Мордірітом, Копи Морії, в яких гравець буде допомагати гномам Підгорного Королівства звільняти Морію від сил Тьми, і Союзники Короля, в яких гравець буде слідувати на південь, за Арагорном. Кожен том розділений на книги, які виходять разом з безкоштовними доповненнями. Тіні Ангмара налічують 15 книг, Копи Морії — 9, Союзники Короля — 14, Сила Саурона — 4 і очікують продовження.

### Раси
Гравцеві доступні 4 раси: люди, ельфи, гобіти і гноми. В оновленні 15 «Гондор у вогні» було добавлено расу беорнінгів. Беорнінги схожі на людей, але можуть перетворюватися в ведмедів, на відміну  від перших 4 рас, беорнінга потрібно придбати у крамниці ВПО, щоб грати за нього.
Кожна раса має свої переваги і недоліки, помітні на ранніх етапах гри. Також раса впливає на доступність ігрових класів та вибір статі персонажа.

### Класи
Гравцеві доступні 9 ігрових класів:
- Хранитель мудрості— мудрець, що використовує в битві знання природи. Клас доступний Людям і Ельфам. Здатний закликати на допомогу звірів, таких, як ведмеді, ворони, тигри, орли і рисі, а також примарні тварини. Має можливість призову декоративних тварин. У Братстві служить контролем, може знімати негативні ефекти (рани, хвороби), поповнювати енергію іншим гравцям, трохи відновлювати бойовий дух. Може завдавати великої шкоди за площею. Озброєний зазвичай посохом і мечем, носить легкі обладунки. Основні параметри — воля, віра, стійкість.
- Воїн — персонажі цього класу сильніші в битві, вони завдають великої шкоди, і в той же час їх нелегко вбити. Воїн може бути Людиною, Ельфом або Гномом. Роль в братстві — шкода в ближньому бої, в першу чергу шкода  по області, допоміжний танк. Має можливість стріляти з лука, але шкоди завдає мало. Носить важкі обладунки, використовує різноманітну зброю — одноручну, дворучну, луки.
- Вартовий — персонажі цього класу завдають не дуже багато шкоди, але зате у них найбільші показники броні і бойового духу. Клас доступний всім ігровим расам. При використанні дворучної зброї і спеціальних талантів може завдавати сильної шкоди, але при цьому знижується його броня. Роль — основний танк, шкода ближнього бою. Носить важкі обладунки, зброю — одноручне з важким щитом для танкування, дворучне для шкоди. Так само, як і Воїн, може використовувати далекобійну зброю. Основні параметри — сила, стійкість, спритність.
- Лицар — лицарям доступні ґерольди, що борються на їхньому боці, і штандарти, що підвищують основні характеристики персонажів, що знаходяться поряд. Клас доступний тільки Людям. Роль — посилення союзників, допоміжне лікування, допоміжний танк. Велика шкода. Носить важкі обладунки, може використовувати легкі щити, різноманітна зброя — одноручне, дворучне, алебарди. Основні параметри — сила, воля, стійкість.
- Викрадач — основна перевага класу — скритність, що робить їх невидимими для ворогів, і безліч приголомшуючих умінь. Клас доступний Людям і Гоббітам. В Братстві викрадачі здатні запускати групові вміння, що дозволяють завдавати додаткову шкоду, відновлювати бойовий дух і запас енергії. Також викрадачі славляться своїми дебафами, які значно послаблюють оборону противника. Роль в Братстві — контроль, дебафи, шкода в ближньому бою, групові вміння. Носить середні обладунки, зброя — одноручна, зазвичай кинджали.
- Мисливець — фахівець по дальньому бою. Наносить велику шкоду по одиночній цілі. Клас доступний всім расам. Має здатність швидко переміщатися в будь-яку локацію разом з братством. Може лякати ціль, є кілька умінь, призначених для контролю. Клас вважається порівняно простим в управлінні і розвитку. Обладунки — середні, зброя — луки, арбалети і одноручна зброя для ближнього бою. Основні параметри — спритність, стійкість.
- Менестрель — основне завдання — лікувати учасників братства. При грі поодинці може використовувати бойовий режим, який дозволяє лікувати тільки самого себе, але збільшує шкоду і дає можливість оглушати супротивника. Зброя — різні музичні інструменти (лютня, ріг, барабан та ін.), Обладунки — легкі. Основні параметри — воля, віра, стійкість.

Після виходу доповнення «Копи Морії» в гру було додано 2 новиї класи, які доступні після придбання доповнення або придбаних в «Крамниці»:
- Хранитель Рун — найбільш 'магічний' клас в грі. Залежно від талантів і екіпіровки, здатний як наносити багато шкоди, так і бути повноцінним лікарем. Володіє декількома уміннями, спрямованими на посилення та захист союзників. Невисокий бойовий дух і легкі обладунки компенсуються великою шкодою і запасом енергії. Зброя — спеціальні рунічні камені, що відносяться до однієї з трьох стихій — вогонь, холод і блискавки. Різні вміння також відносяться до різних стихій, що впливають на вибір каменю. Основні параметри — воля, віра, стійкість.
- Захисник  — ідеальний клас для гри поодинці. Доступний людям, ельфам і гоббітам. Обладунки — середні, носить спеціальні щити. Середня шкода (при установці класових талантів на шкоду — вище середнього). Роль — танк, допоміжний танк. Вважається більш складним для гри, ніж вартовий, але в руках досвідченого гравця здатний з ним конкурувати. У бою Захисник використовує комбінації вмінь (гамбіти), кількість яких досить велика. Гамбіти збираються з  трьох активних умінь, використаних в певній послідовності. Основні характеристики — стійкість, спритність, сила.

З виходом оновлення «Гондор у вогні» у гру був доданий 1 новий клас, що купується в крамниці ВПО:
- Беорнінг - клас, який підходить, як для гри поодинці, так і групою. Доступний расі беорнінгів. Обладунки — середні. Може перевтілюватися в ведмедя. Висока шкода. Ролі — дамагер, допоміжна підтримка, допоміжне лікування, допоміжний танк. Основні параметри — сила, спритність.

### Система ремесла
Персонаж може вибрати для вивчення одну з існуючих в грі ремесел, кожне з яких включає в себе три професії.
- Бронник (Коваль, Рудокоп, Кравець),
- Дослідник (Кравець, Лісоруб, Рудокоп),
- Майстер-зброяр (Зброяр, Рудокоп, Деревообробник),
- Мідник (Ювелір, Рудокоп, Кухар),
- Йомен (Кухар, Фермер, Кравець),
- Лісник (Деревообробник, Лісоруб, Фермер),
- Історик (Вчений, Зброяр, Фермер).